# Derilissus altifrons
Derilissus altifrons is een straalvinnige vissensoort uit de familie van schildvissen (Gobiesocidae). De wetenschappelijke naam van de soort is voor het eerst geldig gepubliceerd in 1971 door Smith-Vaniz.